# Данди (округ)
Округ Данди (англ. Dundy County) — округ, расположенный в штате Небраска, США с населением в 2008 человек по данным переписи населения 2010 года. Окружным центром округа является город Бенкелмен. Округ Данди был сформирован в 1873 году. Он был назван в честь судьи Элмера С. Данди.

## География
По данным Бюро переписи населения США, общая площадь округа — 2385,4 км², из которых: 2382,8 км² — земля и 2,6 км² (0,1 %) — вода.

## Демография
| Год переписи                     | Нас. |  | %±        |
| -------------------------------- | ---- |  | --------- |
| 1880                             | 37   |  | —         |
| 1890                             | 4012 |  | 10 743,2% |
| 1900                             | 2434 |  | −39,3%    |
| 1910                             | 4098 |  | 68,4%     |
| 1920                             | 4869 |  | 18,8%     |
| 1930                             | 5610 |  | 15,2%     |
| 1940                             | 5122 |  | −8,7%     |
| 1950                             | 4354 |  | −15%      |
| 1960                             | 3570 |  | −18%      |
| 1970                             | 2926 |  | −18%      |
| 1980                             | 2861 |  | −2,2%     |
| 1990                             | 2582 |  | −9,8%     |
| 2000                             | 2292 |  | −11,2%    |
| 1880–2000 До 1900 1900–1990 2000 |      |  |           |

По данным переписи населения 2000 года в округе проживало 2292 человека, 637 семей, насчитывалось 961 домашнее хозяйство и 1196 жилых домов. Средняя плотность населения составляла около 1 человека на один квадратный километр. Расовый состав по данным переписи распределился следующим образом: 96,95 % белых, 0,04 % — чёрных или афроамериканцев, 0,79 % — коренных американцев, 0,48 % — азиатов, 0,04 % — выходцев с тихоокеанских островов, 0,83 % — представителей смешанных рас, 0,87 % — других народностей. Испаноговорящие составили 3,23 % от всех жителей округа.
Из 961 домашних хозяйств в 27,80 % — воспитывали детей в возрасте до 18 лет, 59,90 % представляли собой совместно проживающие супружеские пары, в 3,90 % семей женщины проживали без мужей, 33,70 % не имели семей. 30,90 % от общего числа семей на момент переписи жили самостоятельно, при этом 17,60 % составили одинокие пожилые люди в возрасте 65 лет и старше. Средний размер домашнего хозяйства составил 2,29 человек, а средний размер семьи — 2,87 человек.
Население округа по возрастному диапазону по данным переписи 2000 года распределилось следующим образом: 23,30 % — жители младше 18 лет, 5,70 % — между 18 и 24 годами, 23,50 % — от 25 до 44 лет, 25,10 % — от 45 до 64 лет и 22,40 % — в возрасте 65 лет и старше. Средний возраст жителей составил 44 года. На каждые 100 женщин в округе Данди приходилось 96,90 мужчин, при этом на каждые сто женщин 18 лет и старше приходилось 93,4 мужчин также старше 18 лет.
Средний доход на одно домашнее хозяйство в округе составил 27 010 долларов США, а средний доход на одну семью — 35 862 доллара. При этом мужчины имели средний доход в 22 415 долларов США в год против 18 583 доллара среднегодового дохода у женщин. Доход на душу населения в округе составил 15 786 долларов в год. 11 % от всего числа семей в округе и 13,6 % от всей численности населения находилось на момент переписи населения за чертой бедности, при этом 16,10 % из них были моложе 18 лет и 15 % — в возрасте 65 лет и старше.